# Crotaphatrema tchabalmbaboensis
Espèce
Statut de conservation UICN

 DD  : Données insuffisantes
Crotaphatrema tchabalmbaboensis est une espèce de gymnophiones de la famille des Scolecomorphidae.

## Répartition
Cette espèce est endémique du versant Nord du mont Tchabal Mbabo dans la région de l'Adamaoua au Cameroun. Elle se rencontre entre 1 950 et 2 000 m d'altitude.

## Étymologie
Son nom d'espèce, composé de tchabalmbabo et du suffixe latin -ensis, « qui vit dans, qui habite », lui a été donné en référence au lieu de sa découverte, le mont Tchabal Mbabo.

## Publication originale
- Lawson, 2000 : A new caecilian from Cameroon, Africa (Amphibia: Gymnophiona: Scolecomorphidae). Herpetologica, vol. 56, no 1, p. 77-80.